# Offa van Essex
Offa was  heerser van het koninkrijk Essex van 705 tot 709, hij deelde het koningschap met zijn neven Sigeheard en Swaefred.

## Context
Na de dood van koning Swithhelm in 664 werd het koninkrijk Essex verdeeld onder zijn twee neven, Sighere en Sæbbi. Sæbbi had twee zonen, Sigeheard en Swaefred, Sighere had een zoon, Offa. Sighere stierf in 683 en Offa was nog een kind, eenmaal volwassen regeerde hij mee. Sæbbi was van 683 tot 694 alleenheerser. In 694 trad hij in het klooster, zijn zonen volgden hem op.
In 709 trad Offa af en ging met Egwin van Worcester en hun suzerein Coenred van Mercia op pelgrimstocht naar Rome.
De drie werden opgevolgd door Saelred.